# Fronteira Brasil–Venezuela
A fronteira entre a República Federativa do Brasil e a República Bolivariana da Venezuela é o limite que separa os territórios das duas nações sul-americanas. Foi delimitada pelo Tratado de Limites e Navegação Fluvial de 5 de maio de 1859 e ratificada pelo Protocolo de 1929. A fronteira geográfica começa no ponto triplo entre o Brasil-Colômbia-Venezuela na Rocha Cucuí e continua até o canal Maturacá, para a cachoeira do Huá; segue então uma linha reta até o topo de uma montanha chamada Cerro Cupi. Em seguida, segue a crista da divisa de drenagem entre as bacias do Rio Orinoco e Amazonas até a tríplice fronteira Brasil-Guiana-Venezuela no Monte Roraima, cobrindo assim um total de 2 199 quilômetros (dos quais 90 km são convencionais e os outros 2 109 km correspondem à bacia hidrográfica entre as bacias do Amazonas (Brasil) e Orinoco (Venezuela) através dos rios Imeri, Tapirapecó, Curupira e Cadeias de montanhas de Urucuzeiro (Estado do Amazonas) e as cadeias de Parima, Auari, Urutanim e Pacaraima (Estado de Roraima), no Escudo das Guianas.
Como a Venezuela reivindica a porção ocidental da Guiana como Guiana Esequiba, do ponto de vista venezuelano, a fronteira só termina nas nascentes do Rio Essequibo, na área de Mapuera, cobrindo assim um comprimento total de 2 850km. No entanto, as reivindicações venezuelanas na área não são oficialmente reconhecidas pelo Brasil, e a Guiana exerce controle efetivo sobre a região disputada. Roraima, o estado mais setentrional do Brasil, experimentou um grande afluxo de venezuelanos imigrantes ao longo da sua fronteira em 2018. Em 7 de agosto, o governo regional solicitou que o Supremo Tribunal Federal do Brasil fechar a fronteira, e mais tarde naquele dia, o Supremo Tribunal Federal negou o pedido considerando inconstitucional.

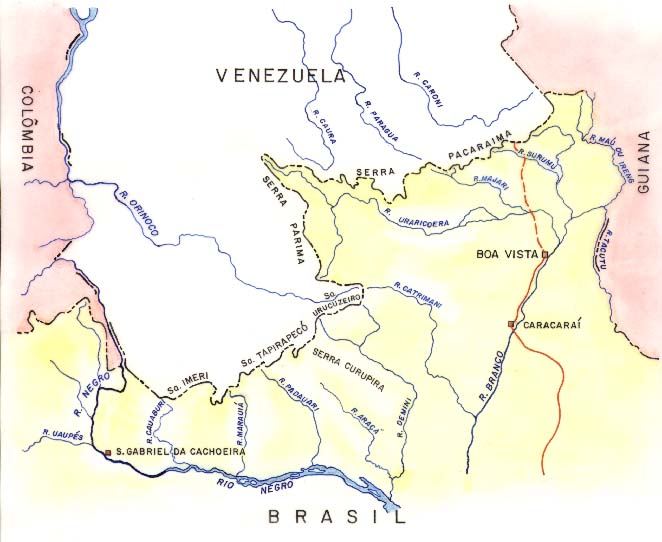
Mapa da fronteira do Brasil com a Venezuela.

A fronteira reconhecida internacionalmente está localizada principalmente em áreas remotas e inacessíveis, e tem apenas uma travessia por estrada, entre as cidades de Pacaraima (Brasil) e Santa Elena de Uairén (Venezuela), onde a rodovia federal brasileira BR-174 de Boa Vista e Manaus se junta ao venezuelano Troncal 10 de Ciudad Guayana e Caracas.
Em 22 de fevereiro de 2019, em meio à Crise presidencial na Venezuela em 2019, o presidente venezuelano Nicolás Maduro fechou a fronteira para impedir que uma eventual ameaça externa pretendesse intervir militarmente no país .

## Histórico

O território Pirara inclui os afluentes da bacia amazônica. Historicamente, essa área estava sob tratado com os espanhóis, que a consideravam brasileira.

Os limites entre Venezuela e Brasil foram definidos com a assinatura do Tratado de Limites e Navegação Fluvial em 5 de maio de 1859, sendo Felipe José Pereira Leal o plenipotenciário brasileiro e Luiz Sanojo o venezuelano. Nele, o Brasil renunciou em favor da Venezuela a todos os seus possíveis direitos nas bacias dos rios Orinoco e Essequibo , e por sua vez a Venezuela renunciou em favor do Brasil a todos os direitos possíveis na bacia da bacia amazônica por meio de uma linha de fronteira que vai de leste a oeste, seguindo pelas serras de Pacaraima e Paraima, com exceção do pequeno setor da bacia do rio Negro, estabelecendo assim um Divortium aquarum entre Brasil e Venezuela, a partir das cabeceiras do Memachí. Este tratado estabeleceu os limites atuais entre os dois Estados e continua em vigor. Além disso, alguns espaços foram conquistados para a Venezuela, que passou de uma superfície de 912 050 km² para 916 445 km².
Em 17 de maio de 1988, ambos países celebraram um novo tratado no qual estabeleceram uma faixa non-aedificandi de 30 metros de largura em cada lado da linha fronteiriça, onde não podem ser realizadas atividades ou obras.
Diversas tentativas foram feitas para a demarcação dessa fronteira.  A primeira foi entre 1879 a 1884, quando o Tenente Coronel Francisco Lopes de Araújo, “Barão de Parima” iniciou o processo, mas as condições insalubres das áreas atravessadas fizeram com que a missão fracassasse.  Em 1912 foi retomada a questão com a montagem de comissão mista Brasil – Venezuela, que também não consegui complementar o trabalho com sucesso.  No fim da década de 30 o Comandante Dias Brás de Aguiar, em nova comissão mista Brasil – Venezuela delimita a fronteira, ainda que de uma forma muito rudimentar.  A partir de trabalhos após a década de 70, através da Comissão de Fronteiras é que se tem adensado os marcos fronteiriços e assim pudemos ter uma melhor ideia dos limites do Brasil com a Venezuela, principalmente na região das serras Parima e Pacaraima.  Na década de 90 a CPRM – Companhia de Pesquisas de Recursos Minerais executou um exaustivo trabalho de campo, aerofotogrametria e posicionamento por satélites que gerou como produto um mapa realista da atual linha de fronteira entre estes dois países, sendo que o ajuste fronteiriço ficou por volta de 4 000 quilômetros a favor da Venezuela.  

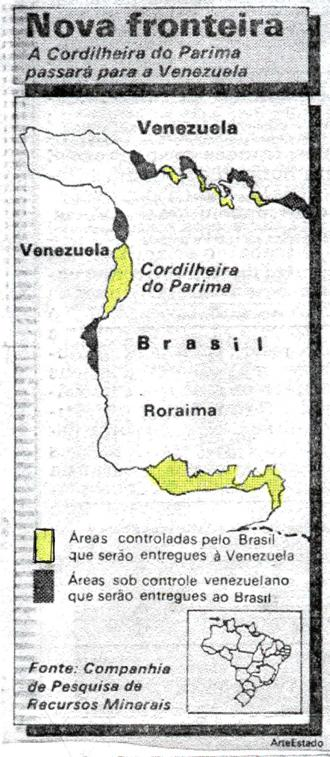
Mudanças realizadas na fronteira Brasil-Venezuela após os trabalhos da CPRM – Companhia de Pesquisas de Recursos Minerais.

## COVID-19 no Brasil e na Venezuela
Em 16 março de 2020, O presidente brasileiro Jair Bolsonaro fechou parcialmente a fronteira com a Venezuela por conta do Pandemia de COVID-19 para retardar a disseminação, pois a epidemia avançou no Brasil com 291 casos confirmados e a primeira morte relatada no país. Em 16 de março de 2020, o presidente venezuelano Nicolás Maduro impôs uma quarentena para toda a Venezuela. De acordo com o governo venezuelano, o país registrou 16 novos casos de COVID-19 somente no balanço mais recente. No total, o país tem 33 casos do coronavírus.

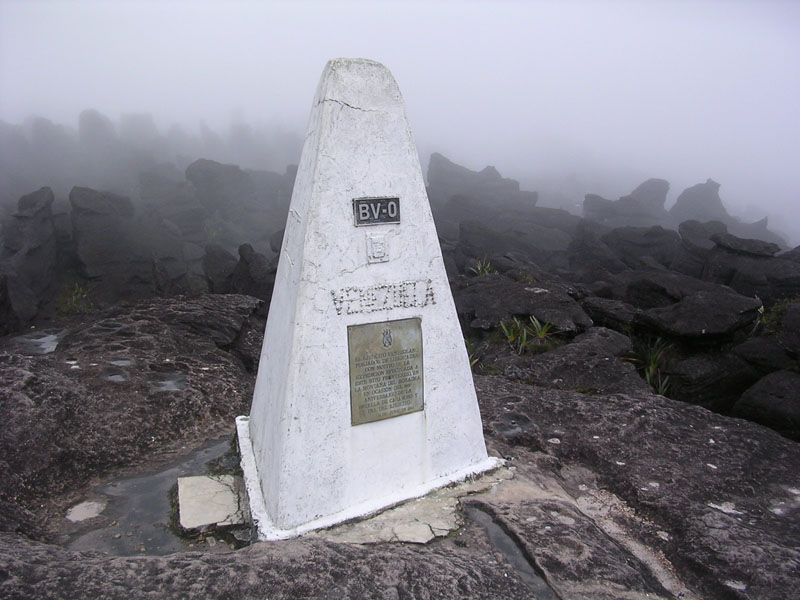
Ponto Triplo entre o Brasil, a Venezuela e a Guiana, no Monte Roraima